# Oligia flava
Oligia flava là một loài bướm đêm trong họ Noctuidae.